# 戈里亚盖
戈里亚盖（法語：Gauriaguet，法語發音：[ɡoʁjaɡɛ]）是法国吉伦特省的一个市镇，位于该省中北部，属于布莱区。

## 地理
戈里亚盖（45°2'21"N, 0°23'32"W）面积5.37 平方千米，位于法国新阿基坦大区吉倫特省，该省份为法国西南部沿海省份，是法國本土面积最大的省，北起滨海夏朗德省，西临大西洋，南至朗德省，东南接洛特-加龍省，东临多爾多涅省。
与戈里亚盖接壤的市镇（或旧市镇、城区）包括：屈布讷宰、瓦勒德维尔韦、马尔萨斯、珀雅尔。

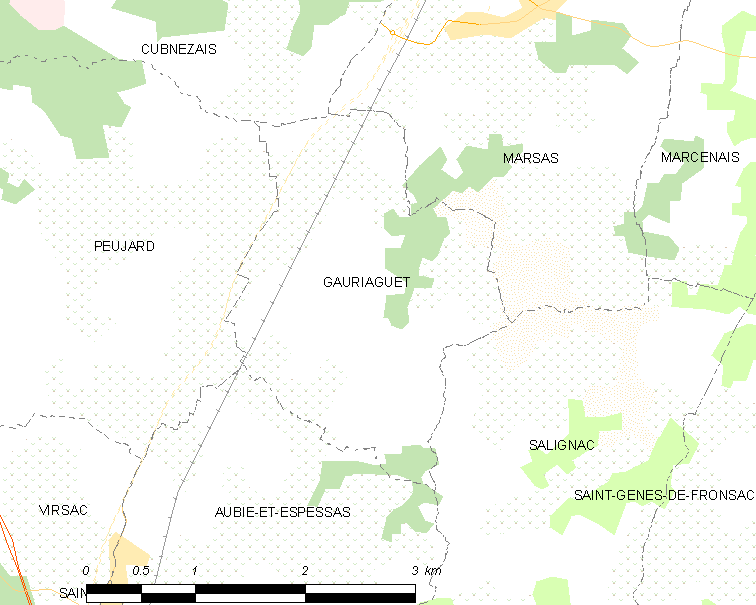
戈里亚盖的OSM定位图

戈里亚盖的时区为UTC+01:00、UTC+02:00（夏令时）。

## 行政
戈里亚盖的邮政编码为33240，INSEE市镇编码为33183。

## 政治
戈里亚盖所属的省级选区为北吉伦特县。

## 人口

1962-2008年间戈里亚盖人口变化图示

戈里亚盖于2022年1月1日时的人口数量为1537人。